# Poble x poble
Poble x poble es un programa de televisión español de éxito emitido por IB3. En él, diversos pueblos de las Islas Baleares compiten entre sí mediante pruebas y juegos veraniegos para llevarse 10.000 euros y la victoria de su pueblo. Fue estrenado el 21 de junio de 2011 y es presentado por Joan Monse. El formato está basado en el concurso Grand Prix, emitido con éxito en TVE desde 1995 hasta 2009.

## Presentadores
- Joan Monse (2011)
- Virginia Quètglas (2011)

## Vencedores
| Año            | Campeón | Final Resultado | Subcampeón | Tercer lugar | Cuarto lugar |
| -------------- | ------- | --------------- | ---------- | ------------ | ------------ |
| 2011 I Edición | Lloseta | 1810-1791       | Binisalem  | Muro         | Pollensa     |

## Poble x Poble (2011)
- 21 de junio de 2011 a 23 de agosto de 2011.

Esta es la primera edición de este nuevo concurso veraniego que IB3 pone en marcha. Un total de 18 pueblos competirán mediante pruebas y juegos veraniegos para llevarse el premio del concurso que son 10.000 euros y la victoria de su pueblo en el programa.
Constó de 10 programas. 

### Pueblos participantes
| Equipo verde         | Equipo naranja             | Resultado |
| Manacor (Mallorca)   | Inca (Mallorca)            | 491-329   |
| Sóller (Mallorca)    | Buñola (Mallorca)          | 476-493   |
| Ciudadela (Menorca)  | Mahón (Menorca)            | 235-369   |
| Pollensa (Mallorca)  | La Puebla (Mallorca)       | 538-361   |
| Campos (Mallorca)    | Llucmajor (Mallorca)       | 391-424   |
| Ibiza                | Formentera                 | 369-497   |
| Capdepera (Mallorca) | Artá (Mallorca)            | 281-437   |
| Lloseta (Mallorca)   | Binisalem (Mallorca)       | 761-1053  |
| Muro (Mallorca)      | Santa Margarita (Mallorca) | 668-364   |
| Binisalem (Mallorca) | Lloseta (Mallorca)         | 1791-1810 |

### Pruebas de Poble x Poble 2011
- ''Recollim els fruits'':(en esp. Recojemos los frutos)
- ''Omplim la panxa'':(en esp. Llenamos la barriga)
- ''Transportem els barrils'':(en esp. Transportamos los barriles)
- ''Juga't la mà'':(en esp. Juegate la mano)
- ''La gran explosió'':(en esp. La gran explosión)
- ''La recerca del tresor'':(en esp. La búsqueda del tesoro)
- ''El karaoke popular''
- ''Juga't el cap'' (sólo realizada en la gran final):(en esp. Juegate la cabeza)
- ''Les gallines han post els ous'':(en esp. Las gallinas han puesto los huevos)
- ''La balança gegant'':(en esp. La balanza gigante)

### Audiencias
| Fecha      | Pueblos competidores            | Espectadores | Share |
| ---------- | ------------------------------- | ------------ | ----- |
| 21/06/2011 | Manacor - Inca                  | 27.000       | 7,1%  |
| 28/06/2011 | Sóller - Buñola                 | 18.000       | 5,1%  |
| 05/07/2011 | Ciudadela - Mahón               | 8.000        | 2,8%  |
| 12/07/2011 | Pollensa - La Puebla            | 17.000       | 5,4%  |
| 19/07/2011 | Campos - Llucmajor              | 26.000       | 8,0%  |
| 26/07/2011 | Ibiza - Formentera              | 8.000        | 2,5%  |
| 02/08/2011 | Capdepera - Artá                | 13.000       | 4,0%  |
| 09/08/2011 | Lloseta - Binisalem             | 18.000       | 6,1%  |
| 16/08/2011 | Muro - Santa Margarita          | 21.000       | 6,4%  |
| 23/08/2011 | Gran Final: Binisalem - Lloseta | 17.000       | 5,9%  |

## Audiencia media de todas las ediciones
Estas han sido las audiencias de las ediciones del programa Poble x Poble.
| Edición                        | Fecha | Cadena | Espectadores | Share |
| ------------------------------ | ----- | ------ | ------------ | ----- |
| Poble x Poble: Primera edición | 2011  | IB3    | 17.000       | 5,3%  |

- Datos: Q6081103